# Kept Husbands
Pour plus de détails, voir Fiche technique et Distribution.
Kept Husbands est un film américain réalisé par Lloyd Bacon et sorti en 1931.
Le film traite de la lutte de classe et des stéréotypes entre la classe ouvrière et les riches dans le contexte de la Grande Dépression.

## Synopsis
Le métallurgiste Richard Brunton (Joel McCrea) sauve la vie de trois de ses collègues de l'usine. Pour le remercier, Arthur Parker (Robert McWade), son patron, l’invite à diner. Il rencontre alors sa fille Dot (Dorothy Mackaill). Celle-ci sous le charme du jeune homme, fait le pari avec son père de l'épouser dans un mois malgré leur différence de classe. Le mariage a effectivement lieu un mois plus tard.

## Fiche technique
- Titre original : Kept Husbands
- Réalisation : Lloyd Bacon
- Scénario : Louis Sarecky
- Direction artistique : Max Rée
- Costumes : Max Rée
- Photographie : Jack MacKenzie
- Son : Bailey Fesler

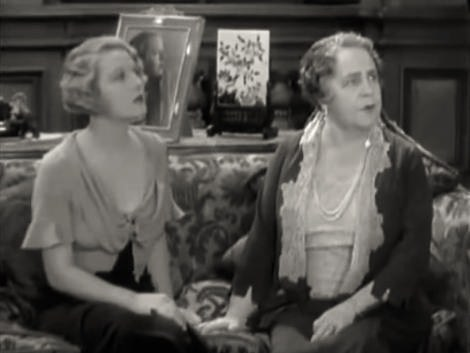
Dorothy Mackaill et Florence Roberts dans une scène du film.

- Montage : George Marsh, Ann McKnight
- Musique : Max Steiner
- Production : William LeBaron, Louis Sarecky
- Société de production : RKO Radio Pictures
- Société de distribution : RKO Radio Pictures
- Pays de production :  États-Unis
- Langue originale : anglais
- Format : noir et blanc —  35 mm — 1.20: 1 — son monophonique
- Genre : comédie dramatique
- Durée : 76 minutes
- Date de sortie :
  - États-Unis : 22 février 1931

## Distribution

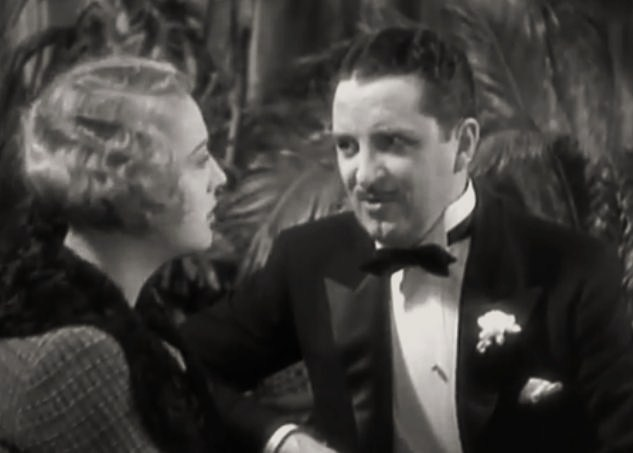
Dorothy Mackaill et Bryant Washburn dans une scène du film.

- Dorothy Mackaill : Dorothea 'Dot' Parker Brunton
- Joel McCrea : Richard 'Dick' Brunton
- Ned Sparks : Hughie Hanready
- Mary Carr : Mme Brunton
- Clara Kimball Young : Mme Henrietta Post
- Robert McWade : Arthur Parker
- Bryant Washburn : Charlie Bates
- Florence Roberts : Mme Henrietta Parker
- Freeman Wood : Llewllyn Post
- Eddy Chandler : métallurgiste (non crédité)
- Lita Chevret : Gwen (non crédité)
- Gregory Gaye : Mgr. Prinz (non crédité)